# ザ・やなせふなおか
ザ・やなせふなおかは、吉本興業所属のお笑いコンビ。2006年にコンビ結成。2011年に解散。

## メンバー
- 柳瀬 たかお（やなせ たかお、本名及び旧芸名：柳瀬 暁生〈読み同じ〉、1975年6月5日 - 2024年12月27日（49歳没）[1]）
  - ボケ担当。大阪府羽曳野市出身。A型。身長177cm。
  - 大阪府立藤井寺工業高校卒業。
  - 大阪NSC13期生。同期には、次長課長、野性爆弾、徳井義実（チュートリアル）、ブラックマヨネーズ、マスダヒロユキ（ルート33）らがいる。1994年に「騎兵隊」を結成。朝日放送『クイズ!紳助くん』のなにわ突撃隊としても活躍するも、2006年に解散しピン芸人で活動をしていた。
  - 元相方の野呂祐介は騎兵隊解散後、島田紳助が出資したお好み焼き屋「のろ」の社長に就任している。
  - 好きなものはドキュメント番組。
  - 趣味は釣りで、また料理が得意。
  - 解散後は再びピン芸人として活動していた。
  - 2024年12月27日、虚血性心疾患のため49歳で死去[2]。
- 舟岡 昭浩（ふなおか あきひろ、本名：舟岡 昭博〈読み同じ〉、1975年10月14日 - ）
  - ツッコミ担当。滋賀県八日市市（現：東近江市）出身。A型。身長166cm。
  - 元松竹芸能所属で「ラブミーテンダー」「レイカーズ」などで活躍。びわ湖放送の『びわ湖カンパニー』にもレギュラーで出演していた。
  - 2003年 第3回M-1グランプリ準決勝進出（「レイカーズ」時代）
  - 「ラブミーテンダー」時代の相方である西井隆詞（現：ラジバンダリ西井）はダブルダッチとして、「レイカーズ」時代の相方である森よしたかはピン芸人として活動（現在は引退）。
  - 嫌いな食べ物は椎茸、きゅうり。
  - 解散後は滋賀県内の一般企業に就職した。

## 出演番組

### ラジオ
- 舟岡昭浩のきんぱち!（金曜 20:00 - 20:59、エフエムひこね） ※舟岡のみ
- RUNNING☆HIGH（金曜 17:00 - 20:00、BIWA WAVE） ※舟岡のみ
- CLUB PEACE PRIVATE LOUNGE（日曜 23:00 - 24:00、BIWA WAVE） ※舟岡のみ